# タイ旅行代理店協会
タイ国旅行代理店協会 (タイ語:สมาคมไทยบริการท่องเที่ยว、英語:Thai Travel Agents Association、英略称:TTAA) はタイ王国民間旅行会社の全国規模業界団体。1981年に設立。
「タイ旅行業協会」「タイ旅行サービス協会」として翻訳されることもあるが、タイ旅行業者の別組織 ATTA（สมาคมไทยธุรกิจการท่องเที่ยว、Association of Thai Travel Agents）も同名で翻訳されることがある。便宜上日本語訳では「タイ国旅行代理店協会（呼称:TTAA)」として使用されることが多い。

## 概要
タイ国旅行代理店協会は、タイ観光産業の奨励、支援を行うことを目的としている非営利団体。協会の前身は、1981年にタイ国内の海外観光業者とチケット販売会社が創設した旅行チケット代理店協会（สมาคมผู้แทนจำหน่ายบัตรโดยสาร、Thai Travel Association:TAA）である。その後、現在の名称に変更された。2000社を越える会社が所属している。所属会社には、登録番号が与えられる。
政府とも関係が深く、タイ観光産業における主要な利益集団として政府に進言を行ったり、様々なタイ観光関連事業を政府、タイ国政府観光庁などと協力したりすることがある。同協会の結成は仏暦2509年「商業協会法」に基づいている。

## 本部所在地
バンコク ラーチャテーウィー区 トゥンパヤータイ地区 パヤータイ通り パヤータイ・プラザ　ユニットG 5階 128/45
（เลขที่ 128/45 ชั้น 5 ยูนิตจี อาคารพญาไทพลาซ่า ถ.พญาไท แขวงทุ่งพญาไท เขตราชเทวี กรุงเทพฯ 10400 ）

## 事業目的
- 国内外の飛行機、バス、列車、客船のチケット発券、ツアー・旅行に関する会社の設立の奨励。
- 業務上の問題解決のサポート、新規事業のための外部者との交渉と契約保証に関わる支援。
- 貿易、工業、金融、経済問題など業務に関わる国内外の観光市場動向の調査。
- マーケティングと旅行業に関わる技術、貿易情報、調査などの知識の相互交換。
- 協会の公式見解を協調して発表し、政府と協力の下での観光業の振興。
- 法の下での会員事業の振興と繁栄のためのメンバー間遵守ルールの策定。
- 会員間の健康、スポーツの振興と交流イベントの提供。
- 会員間、会員と非会員間の紛争解決。
- 会員のための福祉サポートの提供。
- 仕事、政治を離れての交流の場の提供。

## 事業
- 『タイ・インターナショナル・トラベルフェア』（Thai International Travel Fair）‐タイ国内旅行業協会（สมาคมธุรกิจท่องเที่ยวภายในประเทศ :ADT）と毎年共催。アセアン域内で最大の観光業イベント。